# Espera
Espera er en by og kommune i det sydlige Spanien i provinsen Cádiz. Den har et indbyggertal på 3.777 (2024) indbyggere.